# Aschköter
Als Aschköter bezeichnete man die Arbeiter (Kötter) in Ziegeleien mit Ringofen-Anlagen, deren Aufgabe es war, die Asche aus den Anlagen zu entfernen. Die Aschköter standen in der Hierarchie der dortigen Arbeiter ganz unten. In der Ziegelei Mildenberg waren dies oft Wanderarbeitern aus dem Lipperland in Westfalen
.